# Yutz
Yutz (pronunție în franceză [jys], în germană Jeutz, în dialectul francez din Lorena: Jäiz) este o comună în departamentul Moselle din regiunea Grand Est aflată în nord-estul Franței, în apropierea granițelor cu Luxemburg și Germania. Ea a fost creată în 1971 prin fuzionarea comunelor vechi Basse-Yutz și Haute-Yutz. Macquenom este, de asemenea, o parte a comunei începând din anul 1810.
Localitatea este situată pe râul Moselle și se învecinează cu orașul Thionville, aflat de cealaltă parte a râului. Celebra carafă din Basse Yutz, considerată de mulți specialiști a reprezenta apogeul artei celtice, a fost găsită în zonă. Ea face parte acum din colecția de la British Museum.
Localnicii sunt numiți Yussois.

## Personalități născute în oraș
- François Zimmer (1860 – ap. 1918), om politic din Lorena, membru al Landtag-ului Alsaciei și Lorenei în perioada 1911 to 1918, s-a născut în Basse-Yutz la 8 iulie 1860.
- Annelise Reichmann (1902–2000), pictoriță germană, născută în Basse-Yutz la 3 ianuarie 1902.
- Elisabeth Grümmer (1911–1986), cântăreață de operă, născută în Basse-Yutz la 31 martie 1911.
- Paul-Joseph Schmitt (1911–1987), episcop de Metz din 1958 până în 1987, născut în Basse-Yutz la 31 martie 1911.
- Wilhelm Emrich (1909–1998), critic literar german, profesor la Universitatea Liberă din Berlin, editor, născut în Yutz la 29 noiembrie 1909.
- Rolland Ehrhardt (1941–2007), fotbalist francez care a jucat între 1956 și 1975, născut în Haute-Yutz la 22 februarie 1941.

## Personalități legate de oraș
- Jean Mermoz, pilot care a lucrat la baza aeriană Thionville – Basse-Yutz.
- Jean Rongoni, fotbalist francez care a jucat din 1954 până în 1960, s-a născut în 1932 în Volmerange-les-Mines.
- Jean Vodaine, poet, scriitor, tipograf și pictor franco-sloven, câștigător al mai multor premii internaționale (1921–2006), născut în 6 iulie 1921 la Volce, Slovenia.